# 森村修
森村 修（もりむら おさむ、1961年7月21日 - ）は、日本の哲学者、思想家。文学博士（哲学）。法政大学国際文化学部教授。群馬県生まれ。専門はフッサール現象学、フランス現代思想、応用倫理学、近代日本哲学、芸術哲学。

## 略歴
1985年に法政大学文学部哲学科を卒業。東北大学大学院文学研究科博士課程単位取得退学。
その後、白鵬女子短期大学非常勤講師、九州歯科大学専任講師、法政大学第一教養部専任講師、法政大学第一教養部助教授などを経て、1999年に法政大学国際文化学部助教授。2002年には同学部教授に就任。

## 主な著書
- 「ケアの形而上学」大修館書店 ISBN 9784469268959 （2020年6月）
- 「生と死の現在」ナカニシヤ出版 ISBN 4888486905（共著、2002年5月）
- 「ケアの倫理」大修館書店 ISBN 4469264415（2000年4月）
- 「近世ドイツ哲学論考 ―カントとヘーゲル―」法政大学出版局（1993年4月）

## 主な論文
- 「文化情報の政治学に向けて」

　　－　法政大学国際文化学部編　『異文化』第2号　109～177頁　（共著者：高祖岩三郎、2001年4月）
- 「ケアする人をケアするために」

　　－　財団法人たんぽぽの家　「ケアする人のケア研究集会」　（2000年9月）
- 「崇高の美学―ポスト・モダン芸術の哲学」

　　－　東北哲学会年報　16号　29～45頁　（2000年5月）
- 「文化・哲学・資本主義―カルチュラル・スタデーズについて」

　　－　法政大学国際文化学部編　『異文化』第1号　147～242頁　（共著者：高祖岩三郎、2000年4月）
- 「崇高の美学―非感覚への通路」

　　－　法政大学国際文化学部編　『異文化』第1号　259～285頁　（2000年3月）
- 「崇高の美学―ポスト・モダン芸術の哲学」

　　－　東北哲学会（東北大学）　（1999年10月）
- 「最期のフッサール（2）―現象学的観視者とは何か？」

　　－　法政大学教養部　『紀要』人文科学編109号　111～139頁　（1999年2月）
- 「Cavailles' Husserl's Criticism」

　　－　Japanese/American phenomenology Conference　（1998年10月）
- 「理性の運命―柄谷行人の「超越論的批判」と超越論的現象学」

　　－　青土社「現代思想―総特集 柄谷行人」vol.26 9号　59～85頁　（1998年7月）
- 「最期のフッサール（1）―超越論的自我は存在するか？」

　　－　法政大学教養部　『紀要』特別号107号　19～40頁　（1998年6月）
- 「フッサールと西田幾多郎の「大正・昭和時代（1912-1945）」―『改造』論文と『日本文化の問題』における「文化」の問題」

　　－　法政大学教養部　『紀要』人文科学編104号　39～67頁　（1998年2月）
- 「ジャン・カヴァイエスの「科学認識論」研究―カヴァイエスの「確定的多様体」批判を中心に」

　　－　法政大学教養部　『紀要』人文科学編100号　31～60頁　（1997年2月）
- 「1912-1945, or theTaisho and Showa periods for Husserl and Nishida」

　　－　Japanease/ American phenomenology Conference 1996 Proceedings(1)　165～175頁　（1996年9月）
- 「フッサール「普遍学」とその倫理的転回」

　　－　東北大学博士論文　（1996年3月）
- 「柄谷行人における切断と反復」

　　－　『国文学解釈と批評』別冊『柄谷行人』　120～127頁　（1995年12月）
- 「フッサールにおける倫理的「革新」の問題」

　　－　日本哲学会（三重大学）　（1994年5月）
- 「歴史を語ることの可能性―フーコーにおける「言説の物質性」の問題」

　　－　白鴎女子短期大学編 　『白鴎女子短大論集』第18巻　第2号　95～112頁　（1994年3月）
- 「「ヨーロッパ精神」の危機と超越論的―『改造』論文をめぐる考察」

　　－　岩手哲学会編 　『フィロソフィア・イワテ』 第25号　1～11頁　（1993年11月）
- 「個と権力―フーコーにおける主体と統治の問題」

　　－　東北大学文学会編 　『文化』第57巻　1･2号　52～69頁　（1993年10月）
- 「「ヨーロッパの精神」の危機と超越論的現象学―『改造』論文をめぐる考察」

　　－　岩手哲学会（岩手大学）　（1993年7月）
- 「「他者」という出来事―力への善意志と善意志の力をめぐって」

　　－　日本現象学会編 　『現象学年報』第7号　197～203頁　（1991年11月）
- 「形式的倫理学としての純粋倫理学―フッサール倫理学の一断面」

　　－　日本倫理学会編 　『倫理学年報』第40集　165～181頁　（1991年3月）
- 「「確定的多様体」を巡る諸問題―フッサールの「学問論」の一断面」

　　－　東北大学哲学研究会編　『思索』第22号　197～215頁　（1989年9月）
- 「感覚概念が意味するもの―フッサールの現象学的感性論序説」

　　－　東北大学哲学研究会編　『思索』第20号　95～115頁　（1987年9月）

## 関連サイト
- 法政大学国際文化学部（森村修氏が教授を勤める学部のウェブサイト）
- MORIMURA SEMINAR（森村修氏のゼミのウェブサイト）
- 猫の猫による猫のための猫（森村修氏のブクログ）